# Владиславка (Обухівський район)
Владисла́вка — село в Україні, у Миронівській міській громаді Обухівського району Київської області. Колишній адміністративний центр Владиславської сільської ради, якій підпорядковані села Вахутинці та Гулі, які входять до складу Владиславського старостинського округу (староста Лясківська Тетяна Миколаївна). Населення становить 1310 осіб.

## Географія

Владиславка на топографічній мапі

Село розташоване в долині річки Мокра Бутеня — правої притоки річки Росава. Межує на півночі з селом Юхни, на заході з селом Шупики, на сході з містом Миронівка, а на півдні з селом Гулі. Село розтягнулося обабіч автомагістралі Київ — Дніпро, за 63 км від районного центру та за 5 км від залізничної станції Миронівка.

### Урбаноніми
Вулиці: Берегова, Заводська, Кириченка Федора академіка, Набережна, Центральна.

## Населення
За даними всеукраїнського перепису населення 2001 року у селі мешкало 1666 осіб.
Мова
Розподіл населення за рідною мовою за даними перепису 2001 року був наступним:
| українська | 1635 | 98,14 |
| російська  | 30   | 1,80  |
| молдавська | 1    | 0,06  |

## Герб
Опис: «На червоному три квітки в косу балку срібні».
Кольори — від засновників села Браницьких. Квітки — села Владиславка, Гулі та Вахутинці, які входять до складу громади та до парафії церкви Успіння Богородиці. Квітку іноді вважали символом цієї небесної покровительки села Владиславки. Сьогодні також — весна, відродження, процвітання та екологічні гаразди.

## Історія
Перша згадка про хутір Владиславка датується початком XVIII століття, а письмова згадка 1754 роком — у діаріуші отця Якова та у люстраціях нового власника Богуславського староства Франциска Жевуського.
На початку XIX століття власником цих земель став польський коронний гетьман, а згодом генерал від інфантерії російської служби Францішек Ксаверій Браницький. На місці невеличкого поселення був влаштований великий фільварок, котрий мав площу у 1300 десятин і з часом розрісся у село, яке було назване на честь сина його засновника — Владислава Браницького. Тоді село належало до Богуславського староства.
У середині XIX століття цими землями володів останній представник цього роду — онук Ксаверія Браницького Костянтин. За даними люстрації 1858 року у поселенні Владиславовка (з плином часу назва трансформувалася у Владиславку) чисельність населення складала 1783 особи — 878 чоловіків та 905 жінок.
Ось як пише про це відомий краєзнавець Леонтій Похилевич у своїй книзі «Сказання о населённых местностях Киевской губернии», виданій у 1864 році, пише: «Владиславка…населена недавно и названа в прославление имени Владислава Браницкого. В деревне этой устроен фольварок — один из главных и живут экономические оффициалисты; учреждены также волостное управление и волостной суд».
Костянтин Браницький у 1869 році продав свої маєтки в межах Богуславщини царському уряду, до яких належала й Владиславка.
У 1880 році в селі почала працювати цегельня. У 1899 році побудована перша шосейна дорога через Владиславку, що сполучала Миронівку та Богуслав. Завдяки фінансовій підтримці промисловця Михайла Коржуйова в селі у 1903 році почав працювати млин (нині — млин-крупзавод, який є філією ПАТ «Миронівський завод по виготовленню круп та комбікормів», випускає вісім видів круп), а у 1910 році завершено будівництво церкви Різдва Богородиці (проєкт київського архітектора Миколи Юргенса).
У 1930 році у Владиславці був створений колгосп «Жовтнева перемога». До населення почали застосовуватися заходи репресивного характеру, а саме, відбиралися продукти харчування, худоба, посівні фонди (пшениця, гречка та ін.), виселялися цілі родини з власних осель, відбирали сільськогосподарську техніку (молотарки, плуги тощо). Заходи радянської влади посилилися у 1932—1933 роках та призвели до масових смертей, переважно, серед сільського населення. Під час Голодомору 1932—1933 років, від штучного голоду у Владиславці померло 318 осіб.
Багато мешканців Київщини, у тому числі й Владиславки, стали жертвами необґрунтованих політичних репресій 1937—1938 роках, в історичній літературі ці події відомі, як Великий терор. У цей час було репресовано шість мешканців села, із таборів повернулося лише троє.

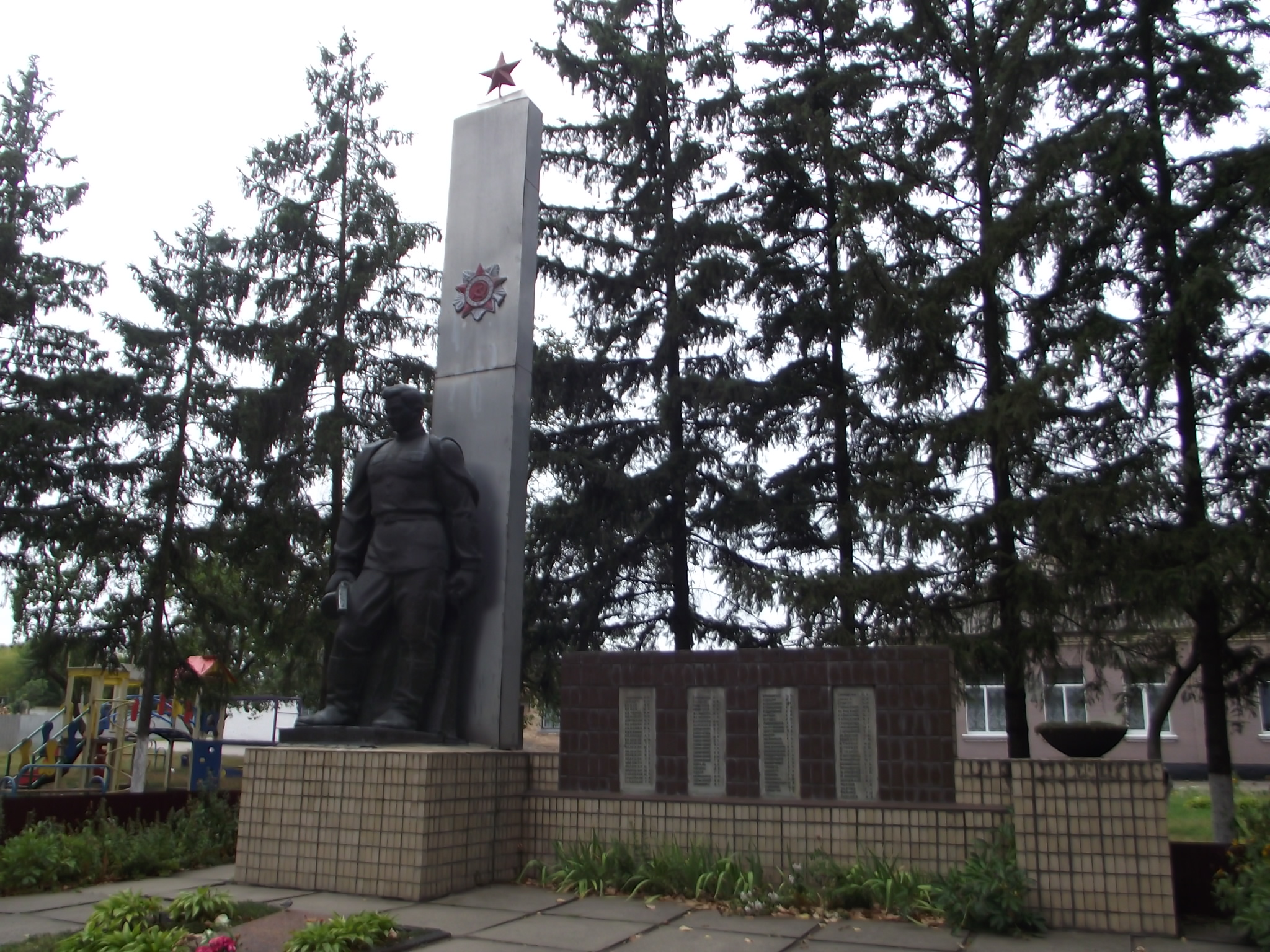
Пам'ятник на місці братської могили воїнів Червоної Армії, які загинули під час німецько-радянської війни

За мужність та героїзм, проявлені у роки німецько-радянської війни, понад 250 мешканців села нагороджено орденами та медалями.
У 1960—1970-х роках в селі знаходилася центральна контора колгоспу імені В. Чапаєва, земельні угіддя якого становили 2120 гектарів, у тому числі орної землі 1780 гектарів. Напрям господарювання — вирощування зернових культур та м'ясо-молочне тваринництво. У 1975 році в результаті укрупнення колгоспу імені В. Чапаєва, до нього було приєднано колгосп «Перше Травня» (с. Юхни), а 1988 року юхнівський колгосп виходить зі складу укрупненого колгоспу імені В. Чапаєва та стає самостійним господарством.
За особливі успіхи у розвитку сільського господарства орденами, медалями Радянського Союзу було нагороджено Г. Я. Кириченка — орденом Леніна, К. І. Корнієнко — орденом Леніна та орденом Жовтневої Революції, В. Ф. Комара та А. М. Бреуса — орденами Жовтневої Революції, В. Я. Коваленка — орденом «Знак Пошани», а також присвоєння почесного звання Заслужений працівник сільського господарства Української РСР — О. С. Корнієнку та М. В. Клименку.
Рішенням Владиславської сільської ради від 9 грудня 2015 року № 19-3-VII та у відповідності до Закону України «Про засудження комуністичного та націонал-соціалістичного тоталітарних режимів в Україні та заборону пропаганди їхньої символіки» в селі відбулося перейменування декількох вулиць. Зокрема, вул. Комсомольську на Заводську, вул. Леніна на Центральну.

## Інфраструктура
За радянських часів у Владиславці розташовувалась центральна садиба колгоспу імені Чапаєва, земельні угіддя якого становили 2120 га, у тому числі 1780 га орної землі. Господарство мало зерново-тваринницький напрям. У селі працювали міжколгоспбуд, круп'яний та цегельний заводи.
Нині на території села функціонують підприємства — ПАТ «Миронівський завод по виготовленню круп та комбікормів» та хлібоприймальне підприємство, що входять до складу холдингу «Миронівський хлібопродукт». Також тут знаходяться ПАТ «Миронівський райагробуд» (будівництво житлових і нежитлових будівель), ТОВ «Дорожник» (будівництво доріг), ТОВ цегельний завод «Владиславка», СТ «Владиславка», ДП ветеринарної медицини, дільниця Конче-Заспівської ДЕУ (експлуатація автомобільних доріг).
В селі також працює декілька сільськогосподарських підприємств, які зосереджені на вирощуванні зернових культур, цукрових буряків, а також на тваринництві. Серед яких слід виділити, одне, мабуть, з найпотужніших підприємств у цій сфері — СТОВ «Зоря», яке є правонаступником колгоспу імені К. Ворошилова.
Село має відділення поштового зв'язку та відділення «Ощадбанку» № 10026/0680.
Приватними підприємцями створено сільську перукарню, майстерні з ремонту та пошиття одягу та взуття, 4 магазини. Працюють кондитерський цех та пекарня ПАТ «Миронівське хлібоприймальне підприємство».

## Освіта
У селі працює школа — владиславська загальноосвітня школа I—II ступенів (нині — Владиславська гімназія Миронівської міської ради Київської області), а для найменших мешканців села працює заклад дошкільної освіти (ясла-садок) загального розвитку «Колосок» Миронівської міської ради.
Всі культурні заходи проходять в сільському Будинку культури. Наприкінці 2017 року завершено капітальний ремонт приміщення Будинку культури. Також у Владиславці працює 2 бібліотеки: одна — у школі, а друга — у Будинку культури.

### Історія розвитку шкільництва у Владиславці
1863 року у селі Вахутинці було споруджено та освячено церкву Введення Пресвятої Богородиці, при якій було відкрито церковно-парафіяльну школу, де навчалися діти з сіл Гулі та Владиславка. Навчання проводилося у приватній оселі, найчастіше, у попівській хаті, де в одній частині будинку був клас, а в іншій мешкав священник. У 1898 році церковно-парафіяльну школу відвідувало 90 хлопчиків та 8 дівчаток. Учні навчалися групами, оскільки поділу на класи не існувало, бо клас на той час — це був ступінь школи. У 1900 році школу відвідувало близько 45 дітей з Владиславки.
1908 року у Владиславці була відкрита церковно-парафіяльна школа, що підпорядковувалася Вахутинській церкві. Навчання велося також у приватному будинку, що розташовувався на території сучасної школи. До школи–грамоти — тоді вони мали таку назву, ходило 43 хлопчики та 20 дівчаток. У 1910 році в селі споруджено та освячено церкву Різдва Пресвятої Богородиці. Тоді ж само відбулося розділення парафії між Вахутинецькою та Владиславською церквами і це не оминуло й школи-грамоти, що також були розділені.
Після громадянської війни у селі створено курси лікнепу. Заняття у школі проводилося в будинку сільської управи, що знаходилась біля будівлі теперішньої сільської ради. Тут навчалися малограмотні мешканці села, які раніше не мали змоги навчались, вдень ходили на роботу, а вечорами приходили на науку. 1923 року в селі створено сільську раду, де й продовжувалось навчання неписьменних. Школа була однокласною, у якій навчалося 4 групи дітей, яких навчав один вчитель.
Під час голодомору 1932—1933 років дітям у школі варили їсти калатуху з гречаного борошна у казані вмурованого у сінях школи, з колгоспу давали кукурудзу та хліб. Видавали по кусочку хліба та два черпаки калатухи.
Наприкінці липня 1941 року село було окуповане німецьким військом і з перших днів окупації занять в школі не проводилося. Окупаційна влада організувала школу у колгоспному свинарнику, силами радянських військовополонених. Директором тієї школи був вчитель, уродженець села Потоки Кочура Яків Якович. Тут учні навчалися декілька місяців, до початку холодів, а згодом школу перевели у приміщення контори крупзаводу. Вчителем німецької мови був Лавріненко Іван Іванович. Діти навчалися по довоєнних, радянських підручниках, деколи їх примушували замальовувати портрети Леніна, Сталіна, інших відомих політичних діячів, а то й навіть і сторінки виривати. Під час окупації на Лавріненка був написаний донос. Він довго переховувався, але німці його знайшли… Його розстріляли у Бугановому яру разом із головою та секретарем сільської ради та багатьма іншими мешканцями Миронівського району.
Після війни відбудовано шкільні приміщення, для чого з Козина возили будматеріали. Першим повоєнним директором школи був Морозов. 25 листопада 1945 року на посаду директора владиславської школи призначено Шейка Володимира Андрійовича, а завучем був Єременко Володимир Гаврилович. У школу приходять молоді вчителі, які не мали вищої освіти, а деякі взагалі й педагогічної. Залишилася вірними своїй професії Сколота Дарія Олександрівна та Лавріненко Варвара Овсіївна, які розпочали працювати тут ще у 1937 році. У 1945 році владиславську школу відвідували вже учні з сіл Гулі та Вахутинці.
1957 року силами мешканців Владиславки та за фінансової підтримки колгоспу імені В. Чапаєва було споруджено нову цегляну школу, а за рік потому толокою села — шлакову шкільну майстерню. Опалення на той час було водяним. У 1970 році на території школи споруджено ще одну будівлю, з одного боку якої була шкільна їдальня, а з іншого боку — однокімнатна квартира вчительки. У 1973—1976 роках шкільного приміщення не вистачає для усіх учнів, тому молодші класи навчаються у старому приміщенні сільської ради та приміщенні для вчителів (нині — приміщення СТ «Владиславка»). У 1976 році добудовано до школи два крила — два класи, бібліотеку та спортивну залу.
У 1975 року відбулося приєднання Гулівської восьмирічної школи до Владиславської восьмирічної школи, а чисельність учнів Владиславської школи збільшилася на 78 осіб.

### Медицина
У Владиславці працює амбулаторія загальної практики сімейної медицини.

## Пам'ятки історії

### Сакральні споруди

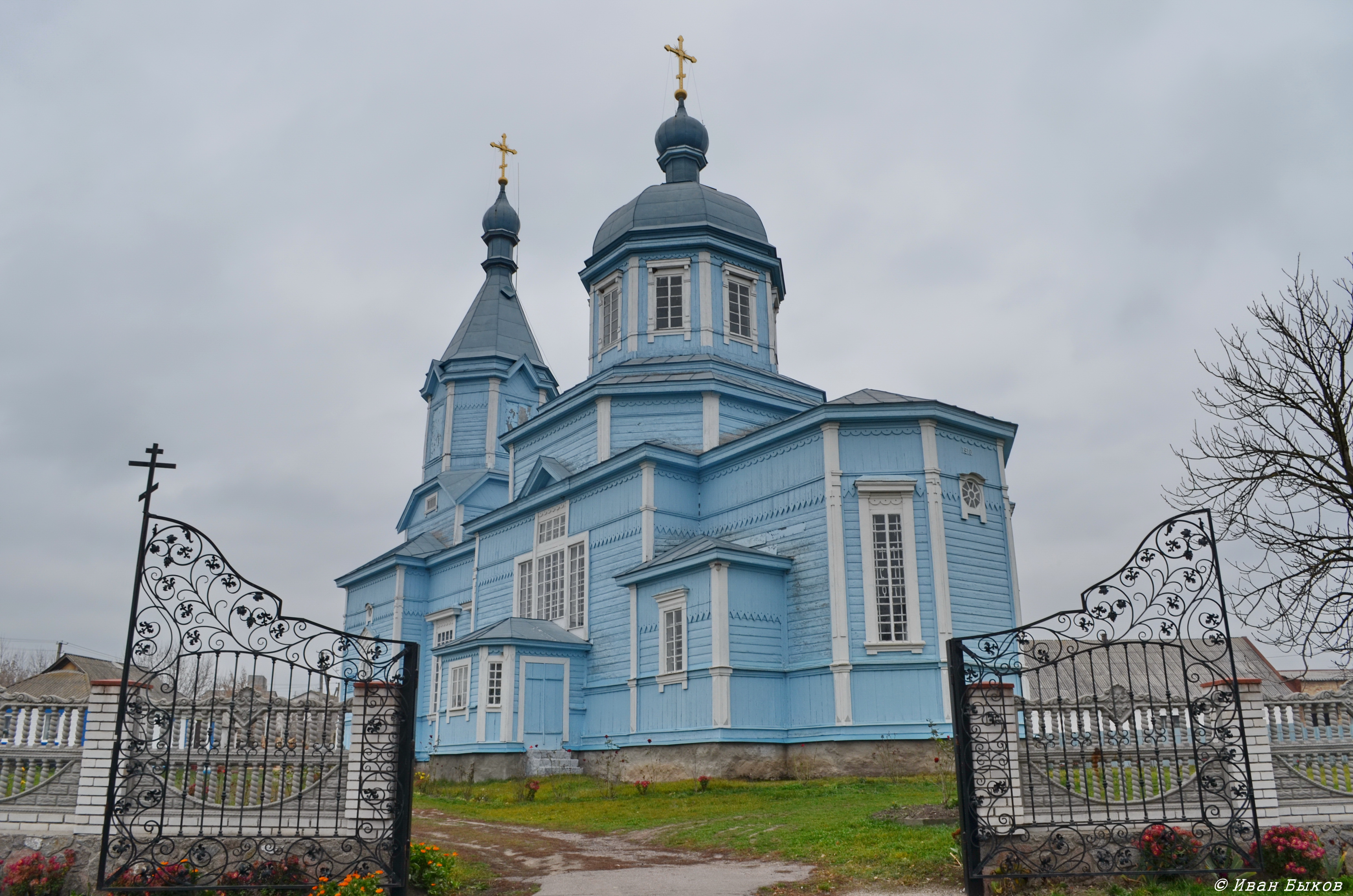
Церква Різдва Богородиці (1910)

У центрі села височіє справжня окраса Владиславки — дерев'яна церква Різдва Пресвятої Богородиці. Церква споруджена 1910 року за проєктом відомого київського архітектора Миколи Юргенса коштом місцевого промисловця Михайла Івановича Коржуйова (за іншими даними — коштом громади села за активного сприяння місцевого промисловця М. Коржуйова). Усі матеріали місцеві мешканці заготовляли самі, зокрема, камінь на фундамент і дерево та перевозили їх власними кіньми. Вручну готували деревину для майстрів. Кожен старався зробити свій внесок у святу справу — спорудження церкви. Керував будівельними роботами місцевий житель Вакула Волошин, а допомагав йому Я. П. Кириченко.
У селі збереглися перекази про встановлення хрестів на куполах церкви. Робив це один з місцевих жителів. Коли він з хрестом на спині піднімався вгору спочатку до одного, а потім — до другого купола, усі в цей час стояли на колінах і молилися. При цьому були присутні багато священиків.
21 вересня 1910 року церкву було освячено на честь Різдва Пресвятої Богородиці. Від того часу Різдво Пресвятої Богородиці є сільським храмовим святом. 11 листопада того ж року у Владиславці вперше задзвонили церковні дзвони.
Церква Різдва Пресвятої Богородиці являє собою типовий для Правобережжя дерев'яний храм з однією банею та дзвіницею. З точки зору народності, владиславська церква є найкращим зразком казьонного пізньоєпархіального стилю. Тобто коефіцієнт українства у неї один з найвищих серед еклектичних посестер.
Нині храм перебуває у доброму стані, має статус щойно виявленої пам'ятки архітектури та належить до Білоцерківської єпархії Миронівського благочиння УПЦ МП. Настоятель — ієрей Віталій Харчук.

### Пам'ятки монументального мистецтва

#### Меморіали, пам'ятники
- Пам'ятник радянським воїнам, що загинули під час німецько-радянської війни.
- Пам'ятник односельцям, що загинули під час німецько-радянської війни.
- Пам'ятник жертвам Голодомору (1932—1933) років. 22 листопада 2007 року, на сільському цвинтарі — місці масових поховань відкрито мармуровий пам'ятник жертвам Голодомору. Пам'ятник, виготовлений та встановлений приватним підприємцем О. В. Даниленком коштом Владиславської сільської ради.

#### Меморіальні (пам'ятні) таблиці
У 2005 році на честь 100-ліття від дня народження Федора Кириченка — селекціонера, який вивів багато сортів високоврожайної озимої пшениці, на фасаді будівлі місцевої амбулаторії встановлено меморіальну таблицю, яка засвідчує, що приміщення лікарської амбулаторії села Владиславка споруджено коштом Федора Кириченка.
21 вересня 2010 року на честь 100-ліття від дня освячення храму Різдва Пресвятої Богородиці на фасаді святині встановлено та освячено меморіальну таблицю, яка засвідчує, що храм був споруджений коштом парафіян за активного сприяння місцевого промисловця Коржуйова Михайла Івановича.

### Археологічні пам'ятки
Могильник черняхівської культури. Поблизу Владиславки — п'ять курганів.

## Відомі люди

### Народилися
- Ганзенко Олексій (нар. 1958) — український письменник.
- Кириченко Федір — український селекціонер, Герой Соціалістичної Праці, Заслужений діяч науки України, лауреат Ленінської та Державної премій, академік ВАСГН і УАСГН.
- Олексієнко Олена — українська художниця.

### Працювали
- Корнієнко Катерина Іванівна (нар. 1928) — оператор машинного доїння, уславилась високими надоями; нагороджена орденами Леніна, Жовтневої революції, Трудового Червоного прапора.
- Корнієнко Микола Васильович (нар. 1938) — кандидат технічних наук, професор кафедри основ і фундаментів Київського національного університету будівництва і архітектури, заслужений працівник культури України.
- Лавріненко Іван Іванович (1890—1943) — вчитель німецької мови у 1937—1943 роках у владиславській восьмирічній школі. Розстріляний німцями 20 липня 1943 року.